# Qamil Teliti
Qamil Teliti (ur. 9 lipca 1922 w Kavajë, zm. 7 grudnia 1977 w Tiranie) – albański piłkarz, występujący w przeszłości w reprezentacji Albanii.

## Kariera reprezentacyjna
Na podstawie:
| Mecze i gole w reprezentacji | Mecze i gole w reprezentacji | Mecze i gole w reprezentacji | Mecze i gole w reprezentacji | Mecze i gole w reprezentacji | Mecze i gole w reprezentacji | Mecze i gole w reprezentacji | Mecze i gole w reprezentacji |
| Albania                      | Albania                      | Albania                      | Albania                      | Albania                      | Albania                      | Albania                      | Albania                      |
| Lp.                          | Data                         | Miejsce                      | Gospodarz                    | Gość                         | Wynik                        | Gol                          | Rozgrywki                    |
| ---------------------------- | ---------------------------- | ---------------------------- | ---------------------------- | ---------------------------- | ---------------------------- | ---------------------------- | ---------------------------- |
| 1.                           | 07.10.1946                   | Tirana                       | Albania                      | Jugosławia                   | 2:3                          | Gol                          | mecz towarzyski              |
| 2.                           | 09.10.1946                   | Tirana                       | Albania                      | Bułgaria                     | 3:1                          |                              | mecz towarzyski              |
| 3.                           | 11.09.1946                   | Gros Islet                   | Albania                      | Rumunia                      | 1:0                          | Gol                          | mecz towarzyski              |
| 4.                           | 15.06.1947                   | ?                            | Bułgaria                     | Albania                      | 2:0                          |                              | mecz towarzyski              |
| 5.                           | 20.08.1947                   | Budapeszt                    | Węgry                        | Albania                      | 3:0                          |                              | mecz towarzyski              |
| 6.                           | 14.09.1947                   | Tirana                       | Albania                      | Jugosławia                   | 2:4                          |                              | mecz towarzyski              |
| 7.                           | 23.10.1949                   | Bukareszt                    | Rumunia                      | Albania                      | 1:1                          | Gol                          | mecz towarzyski              |
| 8.                           | 06.11.1949                   | Warszawa                     | Polska                       | Albania                      | 2:1                          |                              | mecz towarzyski              |
| 9.                           | 17.11.1949                   | Sofia                        | Bułgaria                     | Albania                      | 0:0                          |                              | mecz towarzyski              |
| 10.                          | 04.06.1950                   | Tirana                       | Albania                      | Bułgaria                     | 2:1                          |                              | mecz towarzyski              |
| 11.                          | 29.11.1952                   | Tirana                       | Albania                      | Czechosłowacja               | 3:2                          | Gol                          | mecz towarzyski              |
| 12.                          | 07.12.1952                   | Tirana                       | Albania                      | Czechosłowacja               | 2:1                          |                              | mecz towarzyski              |